# Now Resident in Europe
Now Resident in Europe — студійний альбом американського блюзового музиканта Кертіса Джонса, випущений у 1968 році лейблом Blue Horizon.

## Опис
У 1960-х роках Кертіс Джонс записувався на Delmark і Decca і цей альбом він записав для британського лейблу Blue Horizon Майка Вернона (дебютний британський альбом Джонса, записаний за участю Алексіса Корнера, Curtis Jones In London вийшов у 1964 році на Decca, на якому одним з продюсерів і починав свою кар'єру у професійному звукозаписі Майк Вернон). Згодом, як і багатьох інших виконавців, з якими він працював на Decca, Вернон запросив Джонса записатися на своєму власному лейблі Blue Horizon. До цього часу Куртіс Джонс вже декілька років як мешкав в Парижі, слідом за низкою американських блюзових піаністів на злидні і расову сегрегацію в США на затребуваність і шанобливе ставлення з боку європейської аудиторії.
Запис відбувся 2 липня 1968 року в лондонській студії Тоні Пайка Tony Pike Studios. В якості сесійних музикантів були запрошені ветерани лондонській джазової сцени — контрабасист Браєн Броклгерст і ударник Дугі Райт. Альюом був названий Now Resident In Europe, до якого увійшли як композиції, записані в форматі тріо, так і сольні номери Джонса — фортепіанні і гітарні. Також було записане інтерв'ю Джонса про його дитинство. Гітарна композиція «Morocco Blues» названа на честь країни, в якій Джонс в середині 1960-х провів близько двох років. Цей запис став останнім для Джонса (музикант помер у 1971 році).
У 2008 році перевиданий Blue Horizon на CD як Complete Session з додатковими композиціями і дублями, які не увійшли до оригінального випуску.

## Список композицій
1. «You Don't Have to Go» (Кертіс Джонс) — 3:36
2. «I Want to Be Your Slave» (Кертіс Джонс) — 4:55
3. «Morocco Blues» (Кертіс Джонс) — 2:55
4. «Cherie» (Кертіс Джонс) — 3:24
5. «Please Believe Me» (Кертіс Джонс) — 3:45
6. «Gee, Pretty Baby» (Кертіс Джонс) — 4:05
7. «Let Your Hair Down» (Кертіс Джонс) — 2:25
8. «Jane» (Кертіс Джонс) — 2:45
9. «Born in Naples, Texas» (інтерв'ю) (Кертіс Джонс) — 1:46
10. «Soul Brother Blues» (Кертіс Джонс) — 3:00
11. «Dryburgh Drive» (Кертіс Джонс) — 2:37

## Учасники запису
- Кертіс Джонс — вокал, фортепіано, гітара (3, 8, 10)
- Браєн Броклгерст — контрабас
- Дугі Райт — ударні

Технічний персонал
- Майк Вернон — продюсер
- Тоні Пайк — звукоінженер
- Теренс Ібботт — дизайн і фотографія обкладинки
- Пол Олівер — фотографії альбому